# サルノキング事件
サルノキング事件（サルノキングじけん）は、1982年3月28日、中央競馬の中山競馬場で開催された重賞競走・第31回スプリングステークスにおいて起こった、八百長（不正敗退）の疑惑にまつわる騒動である。

## 概要
同レースの1番人気はサルノキング、2番人気はハギノカムイオーであった。
レースではサルノキングが出走馬11頭中の最後方、しかも10番手の馬から更に20馬身ほど離れた後方の位置からレースを進めた。逃げるハギノカムイオーにとって理想的なスローペースとなったため、そのまま楽々と逃げ切って優勝した。一方、サルノキングは向こう正面からロングスパートを仕掛けたが、レース中に骨折した影響もあってか、先頭には追いつけず2着争いから僅かに遅れた4着に敗れた。
当時、日隅広吉とともにハギノカムイオーを共有していた中村和夫はサルノキングを共有する馬主でもあり、本賞金の足りないハギノカムイオーに皐月賞の出走権を確保させるため、サルノキングを故意に後方からレースを進ませ負けさせた、という疑念がマスコミやファン、関東の調教師から巻き起こることとなった。
サルノキングに騎乗していた田原成貴は「これは決して八百長ではない」という弁明に終始した。実際、関西圏におけるサルノキングのレーススタイルは後方待機策であり、関東圏に進出した共同通信杯と弥生賞では引っ掛かって先行する競馬をしていた。そのため、関東圏の競馬ファンはサルノキングは「先行馬」という印象を強くした。当時の競馬メディアの情報網は現代とは違い、ターフビジョンなどで関東と関西の両レースを間近で見ることができないなど、東西の情報が競馬ファンの間で錯綜することは日常茶飯事で、関東圏のファンが持つサルノキングの印象と関西圏のファンが持つサルノキングの印象が違うのは当然といえば当然であった。
田原とサルノキングの管理調教師である中村好夫は、引っ掛かって先行する競馬をしていたサルノキングを見て「このまま、引っ掛かったまま競馬をしているようではクラシックではとても戦えない」と思い、脚質を本来の後方一気の戦法に矯正すべくスプリングステークスでそれを実行した。ちなみにこの年の三冠レースはことごとく乱ペースとなっており、田原の懸念は的中した格好となった。後に田原は自らの著書で「向こう正面でペースが遅いと判断したため、徐々に上がるイメージでハミ圧を少し上げたところサルノキングが過剰反応し一気に引っ掛かってしまった」と説明している。また、田原の頭には後方待機策の末脚で関東圏のファンを「あっと言わせる」という考えもあったという。その結果が後方からの極端なレースぶりにあったとされる。言わば田原の過信が原因の一つとされるが、この件に対しては田原の所属厩舎の谷八郎や武邦彦が擁護した。また、田原の性格を考えればそのような（ハギノカムイオーを勝たせるために後方からレースを進めるような）依頼や指示をすれば、逆に田原はハギノカムイオーに敢然と攻めかかるだろうという見方もあり、関係者の間ではそれほど疑念は発生しなかった。しかし、そういう事情を知らないファンからの疑念は晴れることがなく、田原はその後長年にわたって関東圏の競馬場においてサルノキング事件に関する野次や罵声を浴びることとなった。
サルノキングはこのレース中に重度の骨折を発症したため、クラシックに出ることなくこのレースを最後に引退している。この骨折に関しても嘘の情報ではないかとマスコミは競馬会側に詰め寄り、競馬会は前代未聞のレントゲン写真の公表に踏み切った。しかしレントゲン写真の公表が予定されていた時間より3時間遅れたことにより、さらに疑念を深める結果になってしまった。

## 別名
この事件については、競馬関係の記事や読物など、また執筆担当者によってもさまざまな呼び方をされている。「サルノキングの逆噴射」「田原の逆噴射」というのも同じくこの一件を指すものである。
「逆噴射」とは、元々はジェット機の操縦方法に関する用語であるが、折りしも1982年2月に羽田空港沖で日本航空350便墜落事故が起きており、発生当初の報道においてその事故が「機長がなぜか着陸直前に逆噴射の操作をした」ことが原因であると報じられて以降、不可解な行動をさす用語としてこの件の発生の時期に日本社会の各方面で流行語となっていたものである。ただし同時に、競馬ファンの間では逃げ馬や勢いよく追い込んできた馬が失速し馬群後方に落伍する事も「逆噴射」と呼ぶ。